# Graberanec
 Graberanec  falu Horvátországban Zágráb megyében. Közigazgatásilag Vrbovechez tartozik.

## Fekvése
Zágrábtól 35 km-re északkeletre, községközpontjától 5 km-re északnyugatra a megye északkeleti részén fekszik.

## Története
A települést 1381-ben nemesi birtokként említik először. 1495-ben Ablancz György birtoka, akinek hat portája adózott. 1553-ban Dobicsák Györgynek két adózó portája volt a faluban. Újratelepülése 1910 körül kezdődött.
1910-ben 33 lakosa volt. Trianonig Belovár-Kőrös vármegye Kőrösi járásához tartozott. 2001-ben 1 állandó lakosa volt.

## Lakosság
| Lakosság változása | Lakosság változása | Lakosság változása | Lakosság változása | Lakosság változása | Lakosság változása | Lakosság változása | Lakosság változása | Lakosság változása | Lakosság változása | Lakosság változása | Lakosság változása | Lakosság változása | Lakosság változása | Lakosság változása |
| ------------------ | ------------------ | ------------------ | ------------------ | ------------------ | ------------------ | ------------------ | ------------------ | ------------------ | ------------------ | ------------------ | ------------------ | ------------------ | ------------------ | ------------------ |
| 1857               | 1869               | 1880               | 1890               | 1900               | 1910               | 1921               | 1931               | 1948               | 1953               | 1961               | 1971               | 1981               | 1991               | 2001               |
| 0                  | 0                  | 0                  | 0                  | 0                  | 33                 | 29                 | 23                 | 44                 | 41                 | 39                 | 9                  | 4                  | 1                  | 1                  |

## Nevezetességei
- Szőlőhegy tradicionális borospincékkel.
- Szűz Mária-szobor.

## Külső hivatkozások
Vrbovec város hivatalos oldala